# 아이위트니스
《아이위트니스》(영어: Eyewitness)는 2016년 방영된 미국의 범죄 스릴러 드라마 텔레비전 시리즈이다. 노르웨이의 2014년 텔레비전 시리즈 《Øyevitne》가 원작이다.

## 개요
10대 게이 청소년 필립과 루커스는 외딴 오두막에서 몰래 관계를 갖던 중 몇 남성들이 나타나자 다급히 숨는다. 그중 한 남성이 나머지를 살인하는 모습을 목격한 둘은 간신히 도망치고, 이 작은 마을에서 커밍아웃 당하는 일이 없도록 이 일을 모두에게 비밀로 하기로 한다. 필립의 위탁 가정 어머니인 보안관 헬렌은 사건에 관여하지 말라는 연방수사국(FBI)의 경고에도 불구하고 수사에 착수한다. 범인은 증인인 두 사람을 없애 버릴 작정이고, 필립의 친구를 필립으로 오해해 살해한다.

## 출연진
메인
- 줄리앤 니컬슨
- 타일러 영
- 제임스 팩스턴
- 길 벨로스
- 워런 크리스티
- 타티아나 존스